# كرايغ ويلر
كرايغ ويلر هو لاعب هوكي الجليد كندي، ولد في 17 مارس 1981 في كالغاري في كندا.

## وصلات خارجية
- كرايغ ويلر على موقع دوري الهوكي الوطني (الإنجليزية)
- كرايغ ويلر على موقع قاعة مشاهير الهوكي (لاعب أن.إتش.أل) (الإنجليزية)
- كرايغ ويلر على موقع EliteProspects.com (الإنجليزية)
- كرايغ ويلر على موقع HockeyDB.com (الإنجليزية)
- كرايغ ويلر على موقع Hockey-Reference.com (الإنجليزية)